# Doudelainville
Doudelainville település Franciaországban, Somme megyében. Lakosainak száma 378 fő (2022. január 1.). Doudelainville Fresnes-Tilloloy, Huppy, Limeux, Saint-Maxent és Vaux-Marquenneville községekkel határos.

## Népesség
A település népességének változása:
| Lakosok száma | 330  | 332  | 334  | 339  | 345  | 351  | 359  | 364  | 378  |
|               | 2013 | 2015 | 2016 | 2017 | 2018 | 2019 | 2020 | 2021 | 2022 |